# 小真智
小真智（こまち、1977年5月3日 - ）は、日本の女性声優。現在はフリー。神奈川県出身。旧芸名は壱智村 小真（いちむら おま）。

## 人物
昔から演劇部で立つのが楽しく、「ずっと続けていきたい」と思っていた。しかし、身長が小さいことから、顔出しの役者だと配役が限られてしまうこともあり、「声優なら色々な役に挑戦できる」と思い、中学3年生の時にCHK声優センターに入所した。 
以前はオフィスCHKに所属していた。
2006年7月、櫻井浩美、浅井晴美と自主制作でネットラジオおまちゃん・はるるん・はる姉のstudio TeaPartyを開始する。愛称は「おまちゃん」もしくは「おま所長」であり、「おま所長」は番組内におけるゲスト解析コーナーである「おまらぼ」で使用される肩書き。
趣味は芝居、音楽鑑賞、読書。特技は着物裁縫、体がやわらかい。

## 出演
太字はメインキャラクター。

### テレビアニメ
1999年
- おジャ魔女どれみ（1999年 - 2003年、小泉まりな、丸山みほ、ねずみ女、骸骨を見た女子、砂場の子供B、武生北小学校の女子C） - 4シリーズ
- デジモンアドベンチャー（1999年 - 2000年、プニモン、デジモン） - 2シリーズ

2001年
- 超GALS!寿蘭（星野綾）
- SUPER MODELS（ベッツィーナ）
- フルーツバスケット（有森サトミ）

2002年
- HAPPY★LESSON THE TV（女子生徒）

2003年
- 成恵の世界（朝倉鈴）

2004年
- 金色のガッシュベル!!（少女）
- ふたりはプリキュア（2004年 - 2005年、ネルプ、ラブラン、下級生） - 2シリーズ

2005年
- IZUMO -猛き剣の閃記-（サクヤ）

2006年
- おとぎ銃士 赤ずきん（店員）
- デジモンセイバーズ（早瀬まなみ、リリーナ）
- はぴねす!（式守伊吹）
- ひまわりっ!（ウリ坊）

2007年
- Yes!プリキュア5（サンクルミエール学園生徒）

2008年
- 恋姫†無双 シリーズ（2008年 - 2010年、荀彧） - 3シリーズ
- ポルフィの長い旅（トム）

2009年
- 11eyes（広原雪子）

2010年
- 祝福のカンパネラ（ミリアム）

2011年
- ましろ色シンフォニー（アンジェリーナ・菜夏・シーウェル）

### OVA
2004年
- おジャ魔女どれみナ・イ・ショ（小泉まりな、加納のりこ、客）

2005年
- 学校の怪談

2007年
- はぴねす! アニメ特別編「渡良瀬準の華麗なる一日」（式守伊吹）※PS2ゲーム『はぴねす! でらっくす』初回限定版同梱特典

2009年
- 恋姫†無双 OVAシリーズ（2009年 - 2011年、荀彧）- 3作品

2010年
- 11eyes volume7 OVA Special（広原雪子）

2011年
- 祝福のカンパネラOVA（ミリアム）

### ゲーム
2001年
- エバーグリーン・アベニュー（ピア）
- てんたま（榎理香子）

2002年
- マジデスファイト!（キャラ）

2003年
- テネレッツァ（リーフォン・キャッシー）

2004年
- 片神名〜喪われた因果律〜（サチカ）

2005年
- ドキドキしすたぁパラダイス2（野原桜）
- F.E.A.R.（アルマ・ウェイド）

2007年
- どきどき魔女神判!（御堂あやめ）
- 悠久ノ桜（芙子）
- はぴねす! でらっくす（式守伊吹）
- 魔女っ娘ア・ラ・モードII 〜魔法と剣のストラグル〜（ミント・レンティル）

2008年
- 桃色大戦ぱいろん（和泉ゆかり）
- キミの勇者（ティオ）
- 恋姫†夢想 〜ドキッ☆乙女だらけの三国志演義〜（荀彧）
- どきどき魔女神判2（悪魔クロ）

2009年
- 11eyes CrossOver（広原雪子）
- どき魔女ぷらす（御堂あやめ、悪魔クロ）

2010年
- 祝福のカンパネラ Portable（ミリアム）
- 天神乱漫 Happy Go Lucky!!（木賊朋花）

2011年
- ましろ色シンフォニー *mutsu-no-hana（アンジェリーナ・菜夏・シーウェル）

2012年
- 桜花センゴク! Portable（伊達政宗ちゃん）
- 嫁コレ（アンジェリーナ・菜夏・シーウェル）

2014年
- 恋姫†演武（荀彧）

2018年
- ヴァルキリーアナトミア -ジ・オリジン-（鷹の目のベデリア）

### 吹き替え
- エア・バディ2
- 犬いなる遺産
- トリック・ベイビー（ブランカ）
- なかよしおばけ（ルーシー）※DVD新録版
- マイリトルタイガー（エリカ）
- バービーとペガサスの魔法

### ラジオ
- おまちゃん・はるるん・はる姉のstudio TeaParty（2006年7月7日 - 2010年5月28日）
  - studio TeaParty（2010年6月4日 - ）
- ティンクル☆くるせいだーす イレアとルルシェの“神”ラジオ（HiBiKi Radio Station：2011年7月28日 - 2012年3月15日）

### ドラマCD
- どきどき魔女神判2 ドラマCD～魔女とアクジ、かれ～なる？大作戦。そして伝説へ～（2008年、悪魔クロ）
- アクエリアンエイジ（ステラ・ブラヴァツキ）
- おジャ魔女どれみ おジャ魔女ハッピッピドラマシアター!!（小泉まりな）
- おジャ魔女どれみドッカ〜ン! CDくらぶその5キャラクター・ヴォーカルコレクション6年1組盤（丸山みほ）
- おジャ魔女どれみドッカ〜ン! CDくらぶその6キャラクター・ヴォーカルコレクション6年2組盤（小泉まりな）
- 千の魔剣と盾の乙女（フィル）※小説第10巻ドラマCD付き特装版[10]
- 純情エゴイスト（ウェイトレス）
- 電車で電車で電車でGO!GO!GO!れぼりゅ〜しょん（枕木準）
- 成恵の世界 ドラマCD （朝倉鈴）
  - 成恵の世界スペシャル（朝倉鈴）
- バイトでウィザード（女性）
- はぴねす!でらっくす キャラクターエンディングコレクション Vol.V 式守伊吹『bloom』
- ベリーベリーはぴねす!（三奈子）
- ましろ色シンフォニー オリジナルドラマCD 第三巻（アンジェリーナ・菜夏・シーウェル）

### 舞台
- たまトザ第5回公演 さよなら、地球人。（天野まひる）2010年6月25日 - 27日

### その他
- 忙しい人のための幻想郷シリーズ（レティ・ホワイトロック、西行寺幽々子、犬走椛）
- 舞華蒼魔鏡 (フランドール・スカーレット)

### 同人ドラマ
2017年
- アイシテヤマナイ2

2018年
- アイシテヤマナイ3
- アイシテヤマナイ4